# Боярка (Зарічний міський округ)
Боя́рка (рос. Боярка) — присілок у складі Зарічного міського округу Свердловської області.
Населення — 222 особи (2010, 131 у 2002).
Національний склад населення станом на 2002 рік: росіяни — 95 %.